# Adrianna Bertola
Adrianna Bertola (Southend-on-Sea, 9 februari 1999) is een Brits actrice en zangeres. Ze is onder andere bekend van haar rollen als Gretl von Trapp in The Sound of Music en Sharice Brooks in Casualty. Ook speelde ze Violet Beauregarde in de musical van Charlie and the Chocolate Factory van mei tot november 2013. Naast haar acteercarrière is Bertola eveneens zangeres. Op 22 september 2014 bracht Bertola haar debuutsingle Fire and Ice uit.

## Biografie
Bertols werd geboren in Southend-on-Sea in Essex. Ze is van Italiaanse afkomst. Bertola's eerste rol was die van Gretl von Trap. Ze ontving een staande ovatie voor haar eerste optreden. In diezelfde tijd was Bertola ingeschreven in de Morgan Academy for Performing Arts. Bertola speelde vervolgens een jonge Cosette in  Les Misérables. Haar volgende rol was in Casualty, waar ze de terugkerense rol van Sharice Brooks in het 23ste seizoen van de medische dramaserie speelde. In 2010 vertolkte Bertola de rol van Matilda Wormblood in een Straford productie van Matilda the Musical. Ze deelde de rol met twee jongere actrices; Kerry Ingram en Josie Griffiths. Ook zong Bertola het nummer Quiet van de originele soundtrack van Matilda the Musical. De optredens van Bertola werden positief beoordeeld. Door haar lengte maakte ze niet de overstap naar West End. In 2011 speelde ze de rol van Brigitta Von Trapp in de musical The Sound of Musical. Bertola verscheen eveenens in de muziekvideo van de single Who's Laughing Now van Jessie J. Ze speelde een jongere versie van Jessie J en werd afgewisseld als 'Mini Jessie J'. Bertola ging naar school aan de Sylvia Young Theatre School. Ze maakte alsnog haar opwachting in een West End productie door Violet te spelen in Charlie and the Chocolate in het Theatre Royal in Drury Lane te spelen. Deze rol speelde Bertola totdat haar contract afliep op 12 november 2013.

## Filmografie
| Jaar        | Titel                               | Rol              | Opmerkingen            |
| ----------- | ----------------------------------- | ---------------- | ---------------------- |
| 2008        | This Morning                        | Herself          | 18 november            |
| 2008 – 2009 | Casualty                            | Sharice Brooks   | Seizoen 23             |
| 2009        | Magic Grandad                       | Eliza            | Episode: Mrs. Beeton   |
| 2009        | Mister Eleven                       | jonge Saz        | 1 afl.                 |
| 2009        | Ant & Dec's Saturday Night Takeaway | Zichzelf         | danseres               |
| 2009        | Watchdog                            | Zichzelf         | Model                  |
| 2010        | Girl Blue Running Shoe              | dochter          | korte film             |
| 2010        | Little Einsteins                    | June             | 1 afl.                 |
| 2010        | Doctors                             | Gemma Branscombe | 1 afl.                 |
| 2010        | The Little House                    | jonge Ruth       | 1 afl.                 |
| 2010        | Breakfast                           | Zichzelf         |                        |
| 2011        | Silent Witness                      | Achtjarig meisje | Part 1                 |
| 2011        | Silent Witness                      | Achtjarig meisje | Part 2                 |
| 2012        | Nativity 2: Danger in the Manger    | Zichzelf         | Mr. Shakespeare's klas |
| 2015– 2016  | Hank Zipzer                         | Anya             | Seizoen 2 – Seizoen 3  |
| 2016        | Call the Midwife                    | Cathy Tanner     | 1 afl.                 |
| 2017        | Kiss Me First                       | Jane             | 1 afl.                 |
| 2018        | Doctors                             | Daisy Bridges    | 1 afl.                 |
| 2018        | London Kills                        | Carly Bradford   | Seizoen 1 – Seizoen 2  |

### Theater
| Jaar      | Productie                         | Rol                             | Notitie                        | Extra                               |
| --------- | --------------------------------- | ------------------------------- | ------------------------------ | ----------------------------------- |
| 2006      | The Sound of Music                | Gretl von Trapp                 | London Palladium               | 3 november 2006 – 22 september 2007 |
| 2007      | Les Misérables                    | jonge Cosette                   | Queen's Theatre                | november 2007 – 21 juni 2008        |
| 2010      | Matilda the Musical               | Matilda Wormwood                | Courtyard Theatre              | november 2010 – 30 januari 2011     |
| 2011      | The Sound of Music                | Brigitta von Trapp              | Plenary Hall Convention Centre | juni 2011                           |
| 2013      | Charlie and the Chocolate Factory | Violet Beauregarde              | Theatre Royal, Drury Lane      | 22 mei 2013 – 12 november 2013      |
| 2017–2018 | The Twilight Zone                 | Markie, jong meisje, Tina, Lily | Almeida Theatre                | december 2017 – januari 2018        |
| 2018      | Blueberry Toast                   | Jill                            | Soho Theatre                   | mei 2018 – juni 2018                |